# Azov
Azov (russisk: Азов, russisk udtale: [ɐˈzof]  ( hør); tidligere blev byen kaldt Tana, Azak og Azak-Tana) er en by, der siden 1708 (med nogle afbrydelser) har tilhørt til Rusland. Byen er det administrative center for Azovdistriktet i Rostov oblast. Befolkningstallet er 82.882(2010).
Azov ligger ved floden Don, 7 km før dens udløb i Taganrog-bugten i det Azovske Hav. Byen har siden oldtiden haft en vigtig strategisk beliggenhed, hvilket har haft en stor indflydelse på dens historie.
Byen blev indtaget af Zar-Rusland fra det Det Osmanniske Rige første gang under Azovfelttogene i 1696. 